# ادمون فور
ادمون فور (بالفرنسية: Edmond Faure)‏ هو مصارع هاوي فرنسي، ولد في 5 يونيو 1927، وتوفي في 13 فبراير 2008.

## وصلات خارجية
- ادمون فور على موقع أوليمبيديا (الإنجليزية)